# 李承薫
李承薫（イ・スンフン、ハングル: 이승훈、1756年 - 1801年）は、朝鮮最初の天主教徒。

## 概要
1784年、北京に赴いた李承薫が洗礼を受け、帰国したして平壌でキリスト教礼拝所を設立したことが朝鮮におけるキリスト教誕生の嚆矢となる。
李承薫は、北京で、教区長グヴェーアと出会い洗礼を受けることを決意したが、宣教師ヴァンタヴォンは以下のように記録している。
この記録から、李承薫が天主教に関する相応の知識をもち、北京に赴いたことが分かるという。
1801年、死去。